# BioShock: The Collection
BioShock: The Collection — сборник компьютерных игр в жанре шутера от первого лица, представляющий собой ремастерированные версии трёх игр серии BioShock: BioShock (2007), BioShock 2 (2010) и BioShock Infinite (2013). Обновлённые версии были разработаны американской студией Blind Squirrel Games и изданы компанией 2K Games. Выход сборника состоялся в сентябре 2016 года на Windows, PlayStation 4 и Xbox One; версии на macOS и Nintendo Switch вышли в августе 2017 и мае 2020 года соответственно. Во все три игры были внесены многочисленные изменения — были добавлены обновлённые текстуры и поддержка дисплеев с более высокими разрешением и кадровой частотой.
До официального анонса сборника информацию о готовящихся ремастерах серии BioShock часто «сливали» в интернет. BioShock: The Collection получила в целом положительные отзывы от критиков и игроков — основными её плюсами называли ценность и привлекательность коллекции для новых игроков, а также производительность, но в то же время, коллекцию критиковали за малое количество обновлений для поздних игр серии и технические недостатки. После релиза она получила множество обновлений, устраняющие технические проблемы. BioShock: The Collection стала главным бестселлером в США и Великобритании.

## Содержание

Скриншот из обновлённой первой части

BioShock: The Collection содержит три однопользовательские игры из серии BioShock: BioShock (2007), BioShock 2 (2010) и BioShock Infinite (2013); многопользовательский режим из второй части отсутствует. Все три игры представляют собой шутеры от первого лица с упором на сюжет и кастомизацию своего персонажа. В арсенале игрока — огнестрельное оружие и генетические модификации, называемые плазмидами. В сборник включён весь загружаемый контент, включая дополнения BioShock 2: Minerva’s Den и BioShock Infinite: Burial at Sea. Коллекция включает в себя новые игровые режимы в «Испытаниях» во всех трех играх и «Музей осиротевших концептов», в котором игрок исследует внутриигровую галерею со старыми дизайнами монстров, персонажей и отброшенными идеями во время разработки трилогии.
BioShock и BioShock 2 были переработаны для The Collection — в частности были добавлены новые текстуры более высокого разрешения и новые эффекты. В коллекцию добавили комментарии к игре Imagining BioShock с участием креативного директора Кена Левина и ведущего художника Шона Робертсона, которые открываются, если игрок найдёт новые внутриигровые коллекционные предметы, добавленные в ремастеры. Сборник на PlayStation 4 и Xbox One запускается в разрешении 1080p и со скоростью 60 кадров в секунду. На Nintendo Switch поддерживается функция гироскопического прицеливания.

## Разработка и выход
Американская студия Blind Squirrel Games, разработавшая данный сборник, ещё ранее работала с разработчиками серии — Irrational Games — они принимали участие в разработке BioShock Infinite. Издатель трилогии, 2K Games, решил не изменять последнюю — по их мнению, Infinite уже соответствовала графическим стандартам как для консольных версий, так и на Windows, потому что она уже была настроена на использование самых высоких графических настроек. Различные новости о готовящемся на тот момент сборнике ремастеров часто «просачивались» от ритейлеров до июня 2016 года. Так, в апреле 2016 года ESRB присвоили The Collection возрастной рейтинг Mature, а до этого трилогия появлялась на сайтах бразильской и тайваньской рейтинговых организаций.
Сборник был выпущен в США 13 сентября 2016 года на PlayStation 4 и Xbox One; во всём мире же он вышел 15 сентября. На Windows The Collection также вышел 15 сентября, причём для владельцев оригинальных первых двух частей предоставляли обновления вместо самих ремастеров. Версия для macOS, за которую отвечала Feral Interactive, была выпущена 22 августа 2017 года. Перед релизом, 2K Games выпустили ограниченное издание Ultra Limited Edition тиражом в 450 экземпляров, включающее в себя артбук, плакат и настоящие монетки из игры. Физические копии на PlayStation 4 и Xbox One продаются на двух дисках. В честь десятилетия серии, в ноябре 2017 года вышло ещё одно коллекционное издание — BioShock 10th Anniversary Collector's Edition, куда вошёл сборник ремастеров, фигурка Большого Папочки с Сестричкой и сертификат подлинности с уникальным номером.
В 2020 году на консолях PlayStation 4 и Xbox One были выпущены патчи, улучшающие разрешения игр при прохождении на PlayStation 4 Pro и Xbox One X — теперь все три игры воспроизводятся в 1440p на PS4 Pro, в то время как на Xbox One X первые две — в 2160p, а Infinite — в 1440p. В мае сборник вышел на Nintendo Switch — он работает в 1080p со скоростью 30 кадров в секунду; в портативном режиме разрешение снижается до 720p. В феврале 2020 BioShock: The Collection стала временно бесплатной игрой месяца на PlayStation 4, доступной по подписке PlayStation Plus, а с 26 мая по 2 июня 2022 года — в Epic Games Store.

## Отзывы критиков и продажи
| Сводный рейтинг       | Сводный рейтинг                                |
| Агрегатор             | Оценка                                         |
| --------------------- | ---------------------------------------------- |
| GameRankings          | XONE: 85,64 % PS4: 83,35 %                     |
| Metacritic            | PS4: 84/100 XONE: 84/100 PC: 80/100 NS: 84/100 |
| Иноязычные издания    |                                                |
| Издание               | Оценка                                         |
| GameRevolution        | [ 38 ]                                         |
| IGN                   | 8,2/10                                         |
| Nintendo Life         | 8,7/10                                         |
| VideoGamer            | 8/10                                           |
| Русскоязычные издания |                                                |
| Издание               | Оценка                                         |
| «Игры Mail.ru»        | 9/10                                           |

BioShock: The Collection получила в целом положительные отзывы, согласно сайту-агрегатору Metacritic — все консольные версии получили оценку в 84 балла, в то время как ПК-версия — 80 баллов. Критики в целом рекомендовали сборник тем, кто незнаком с BioShock, а также «ветеранам» серии. Хотя Джонатан Дорнбуш из IGN посчитал, что привлекательность коллекции для давних игроков менее очевидна.
Питер Парас из GameRevolution похвалил обновлённые эффект первых двух частей, хоть и отметил, что графически они выглядят устаревшими в сравнении с современными играми. Несмотря на то, что в качестве положительных сторон отмечали улучшенную производительность, другие отмечали в качестве минуса кадровую частоту, от которой Infinite всё ещё страдает. Несмотря на устаревание графики, критики отметили, что атмосфера всей трилогии осталась нетронутой и всё также «эффектна».
Рецензируя версию на Nintendo Switch, Митч Фогель из Nintendo Life отмечал, что отсутствие в первых BioShock современных жанровых условностей, например более быстрый бег или стрельба от бедра, придаёт им «олдскульный» вид, к которому потребуется время для привыкания. В то же время, Дерек Таал из Insider Gamer назвал геймплей первых двух игр «сильно устаревшим», и иногда это приводило к разочарованию. Дорнбуш жаловался, что большинство улучшений пришлось на первый BioShock, а последующие получили меньше внимания. Другие критические замечания включали непоследовательное управление между играми и аудиовизуальные сбои.
После выпуска, ПК-игроки отмечали, что в ремастерах сохранились те же ошибки, что и в оригиналах, а также удалены графические параметры без изменения конфигурационных файлов. Издатель признал наличие этой проблемы, и в начале октября 2016 года выпустил патч, устраняющий недостаток графических опций, сбои, а также улучшающий поддержку монитора и управление мышью. Кроме того, игроки обнаружили, что The Collection нельзя стримить на PlayStation 4 и Xbox One — 2K также знали об этом, однако не стали объяснять причины запрета на стримы сборника на консолях и заявили, что ситуация не изменится.
BioShock: The Collection стал самой продаваемой игрой недели на физических носителях в Великобритании, конкурируя с семью новинками того года. На следующей неделе продажи упали на 50 %, но сборник остался на первом месте. Но спустя неделю, он опустился на четвёртое место, а затем выбыл из топ-10. Согласно исследованиям NPD Group, в США The Collection занял пятое место в списке самых продаваемых игр сентября, но в октябре он уже выбыл из первой десятки. Редакция сайта Игры Mail.ru включила обновлённую трилогию в список лучших сюжетных игр за последние десять лет.